# Hohenkirchen, Gotha
Hohenkirchen là một đô thị ở huyện Gotha, ở bang Thüringen, Đức. Đô thị này có diện tích 6,8 km², dân số thời điểm ngày 31 tháng 12 năm 2006 là 742 người.